# كنعان باشا الأشقر
كنعان باشا الأشقر (بالتركية: Sarı Kenan Paşa)‏ هو سياسي عثماني، تولى منصب قبطان باشا البحرية العثمانية (أدميرال).

## مناصبه
تولى المناصب التالية:
- قبطان باشا.

## أنظر أيضا
- قائمة قباطين البحر العثمانيين.